# 真壁友枝
真壁 友枝（まかべ ともえ、1974年11月28日 -）は、岡山県勝田郡勝央町出身の日本の柔道家。現役時代は48kg級の選手。身長151cm。得意技は大車、背負投、出足払。

## 人物
小学校2年の時に地元の勝央町スポーツ少年団にて兄と一緒に柔道を始め、6年生からは隣接する津山市の福岡道場にて柔道に打ち込んだ。
1990年4月、勝央中学校を卒業して岡山東商業高校に進学すると、2年生の時には全国高校選手権の48kg級では5試合を勝ち抜き優勝した。
高校も卒業に近づいた頃、周囲の関係者や持田典子の勧めもあり、また、柔道で海外遠征に行きたいという望みも手伝って真壁は住友海上火災保険（現・三井住友海上火災保険）への入社を希望した。当時は住友海上柔道部に自前の道場が無かったために、講道学舎への出稽古に試し参加。しかし、住友海上柔道部の監督であった柳沢久からは体の小ささを理由に、実業団で柔道を続けるのを断念するよう勧められた。
「そう言われると尚さら住友海上に入りたくなった」と真壁。念願かなって住友海上入社が認められ、講道学舎への出稽古ではケンカ腰で練習していたという。職場では恵本裕子や隣の席であった福場由里子から仕事を、道場では常松ゆか、渋谷美枝子らから柔道を教わったこの頃の事を「周囲の人に恵まれた」と真壁は述懐する。
しかし体の小さい真壁は、道場では先輩の打ち込み相手すら務まらず、寝技の稽古をしても相手から「もっと抵抗しろ」と言われる始末であった。悔しさと情けなさで枕を濡らす日が続いたという。最初のうちは柳澤監督の毒舌にめげる事もあった。また稽古だけでなく、生まれつき小食な真壁にとっては寮の食事も苦痛で、先輩に励まされながら何とか完食していた。
その一方、柔道に対してストイックな先輩たちが集う住友海上は、真壁にはうってつけでもあった。既に世界を射程に入れていた諸先輩に対しても「投げられないなら、せめて膝をつかせる」と稽古に励み、入社2年目の1994年6月に開催された全日本実業選手権の48kg級で真壁は3位に食い込んでいる。
漠然と「いつかは日の丸を付けて戦いたい」と思っていた真壁だったが、1995年の世界選手権に先輩の恵本裕子が出場すると、日本代表というものが身近になってきた。恵本が翌96年のアトランタ五輪で金メダルを獲得すると、愈々それは目標に変わる。1996年、97年と全日本実業選手権を連覇した真壁は、1998年の全日本選抜体重別選手権の決勝で同大会7連覇中の田村亮子に体落で有効を取られ敗れたものの、準優勝という成績が評価され、同期の木本奈美と共にアジア大会代表に選ばれた。全日本の合宿で、「代表！」と呼ばれて元立ちに立てたのが嬉しかったと、真壁は後に雑誌『近代柔道』のインタビューで語っている。
アジア大会では準決勝戦で韓国の呉順栄を開始早々の支釣込足で一蹴すると、決勝戦では北朝鮮のチャ・ヒョンヒャンに3-0で判定勝ちして優勝を果たした。1999年1月の福岡国際では、3回戦でフランスのフレデリク・ジョシネを大腰、準決勝戦では長井淳子を出足払で豪快に一本勝ちするなど、アジア大会からの勢いを持続させた形で勝ち進むものの、決勝戦で田村に小外掛で一本負けを喫してその勢いを止められた格好となった。同年6月のアジア選手権では代表に選出されるが、前年アジア大会と同じ組み合わせとなった決勝戦でチャ・ヒョンヒャンに敗れ、2度目のアジア王者はならなかった。
その後は今一歩のところで踏み止まっていたが、2001年の5月に足の甲を脱臼骨折。整復が効かないため手術を余儀なくされたため、3カ月間稽古はできなかった。本人の「丁度いい充電時間になった」という言葉通り、復帰戦となる全国女子体重別選手権（現・講道館杯）で準優勝すると、翌2002年の全日本選抜体重別選手権では、絶対王者・田村を初戦で破り勝ち上がってきた土浦日大高校2年の福見友子を準決勝戦で横四方固で破り、決勝戦でも筑波大学の中島英里子に腕挫十字固で一本勝ちして念願の全日本大会初優勝を飾った。優勝後のインタビューでは「三井住友海上のみなさん、優勝しました。ありがとうございました。」と敢えて社名を挙げ、それまで自分を育ててくれた事への感謝を真壁なりの方法で表現した。
さらに、スイスのバーゼルで開催されたワールドカップ団体戦では準決勝戦のフランス戦のみの出場だったがきっちり一本勝ちを収めて、チームの優勝に貢献。
連覇を狙う2003年の全日本選抜体重別選手権では、準決勝戦の北田佳世との試合で真壁が腕挫十字固を極めたまま自ら前転したのを、主審が北田の一本と判断し、不運の敗北となった。同大会では3位入賞という結果ながら、半年後の講道館杯を前に「気持ち・意欲の面でもう優勝を目指せない」として出場せず、現役生活にピリオドを打った。
現在は三井住友海上柔道部の特別コーチを務め、恩師である柳沢久や先輩の恵本裕子らと共に後進の指導に当たっている。

## 主な戦績
- 1992年 - 全国高校選手権（48kg級）　優勝
- 1994年6月 - 全日本実業選手権（48kg級）　3位
- 1995年6月 - 全日本実業選手権（48kg級）　2位
- 1996年 - ハンガリー国際　優勝
- 1996年3月 - 全日本選抜体重別選手権（48kg級）　3位
- 1996年6月 - 全日本実業選手権（48kg級）　優勝
- 1997年 - ドイツ国際大会　3位
- 1997年4月 - 全日本選抜体重別選手権（48kg級）　3位
- 1997年 - 全国女子体重別選手権（48kg級）　3位
- 1997年6月 - 全日本実業選手権（48kg級）　優勝
- 1998年 - フランス国際大会　2位
- 1998年 -  オーストリア国際大会　優勝
- 1998年12月 - アジア大会（48kg級）　優勝
- 1998年5月 - 全日本選抜体重別選手権（48kg級）　2位
- 1999年1月 - 福岡国際大会　2位
- 1999年6月 - アジア選手権（48kg級）　2位
- 1999年12月 - 福岡国際大会　3位
- 1999年5月 - 全日本選抜体重別選手権（48kg級）　3位
- 1999年 - 全日本実業選手権（48kg級）　優勝
- 2000年 - 韓国国際大会　優勝
- 2000年 - 全日本実業選手権（48kg級）　優勝
- 2001年4月 - 全日本選抜体重別選手権（48kg級）　3位
- 2001年 - 全国女子体重別選手権（48kg級）　2位
- 2001年 - 福岡国際大会　2位
- 2002年 - ドイツ国際大会　3位
- 2002年 - ワールドカップ団体戦　優勝
- 2002年 - 福岡国際大会　3位
- 2002年 - 全日本選抜体重別選手権（48kg級）　優勝
- 2003年 - フランス国際大会　3位
- 2003年 - 全日本選抜体重別選手権（48kg級）　3位